# Stalking Cat
Dennis Avner (Flint, Míchigan; 27 de agosto de 1958 - Tonopa, Nevada; 5 de noviembre de 2012) fue un hombre estadounidense ampliamente conocido como Catman (Hombre gato), si bien prefería ser llamado Stalking Cat, el cual también adoptó el nombre de «Felino Cazador». Avner realizó considerables cambios en su apariencia física con tal de asemejarse a un tigre. La mayoría de las modificaciones corporales extremas de Avner fueron realizadas por el canadiense Shannon Larratt, fundador y editor principal de la revista Body Modification e-Zine (BME).
Según Kevin Gournay, docente del Institute of Psychiatry, Avner podría haber padecido de Trastorno dismórfico corporal (TDC).

## Descripción de las modificaciones
- Body suit (tatuaje extensivo), incluyendo el rostro.
- Modificación de la línea del crecimiento del cabello.
- Implante intradérmico facial para permitir el uso de bigotes.
- Implante subdérmico facial para cambiar el tipo de ceja y frente.
- Limado de dientes para tener un aspecto más felino.
- Uso de lentes de contacto verdes con los iris delgados.
- Aplanamiento de la nariz, a través de la reubicación del tabique.
- Orejas punteadas hacia abajo por medio de cirugía.
- Crecimiento y afilamiento de uñas.[4]
- Pirsin labial superior y superficial en la frente.
- Inyección de silicona en labios, mejillas, papada y otras partes de su rostro.
- Uso de una cola robótica.[5]

Aunque algunas fuentes reclaman saber cuál es la cantidad total de dinero que se gastó Avner, él mismo nunca tuvo clara dicha cantidad. Por lo tanto, no hay una suma exacta disponible. Avner planeaba adherir de manera permanente cuero animal a su piel para así dar una mayor autenticidad a su apariencia. Los padres de Avner eran nativos de ascendencia Huron y Lakota, tribus en las que alterarse a sí mismos para parecerse al propio tótem de cada uno es una antigua tradición Huron. Avner, un antiguo técnico de sonar en la Marina que trabajó como programador de computadoras, tomó el nombre de Stalking Cat a finales de los años 1990 e inició sus modificaciones después de haber soñado con otro indio que le dijo que tenía que «seguir los caminos del tigre».
Como resultado de su inusual apariencia, Stalking Cat consiguió un estatus de celebridad local en los Estados Unidos y frecuentemente viajó para presentarse a entrevistas y sesiones de fotos. Stalking Cat fue presentado en Ripley, ¡aunque usted no lo crea!, Larry King Live, Totally Obsessed, de VH1, entre otros programas televisivos. 
Aunque Stalking Cat disfrutó del apoyo de muchos fanáticos, varias personas locales, así como numerosos usuarios de Internet y las redes sociales, lo consideraron como un ser anormal y hasta a veces lo ridiculizaron por su aspecto único. Como las medidas de Avner para parecerse a un gato fueron tan severas, muchos críticos hallaron difícil comprender cómo es que una persona normal puede justificar tales procedimientos extremos.

## Crítica
Glenn McGee, director del Centro de Bioética del Albany Medical College, en Nueva York, dice de Stalking Cat: "La cirugía plástica es una práctica basada en el consentimiento informado que se necesite para equilibrar los riesgos con los beneficios. Es posible tener un punto de vista coherente que sin embargo es diametralmente sin sentido para el propio bien de la persona. Este es un paciente que ha sido constantemente apoyado por la medicina en el interés de sus tradiciones".

## Fallecimiento
Avner fue encontrado muerto en su casa de Tonopah, Nevada, el 5 de noviembre de 2012. Desde entonces, la causa no ha sido aclarada, aunque se presume que fue un suicidio. Tenía 54 años.